# Jordan Schakel
Jordan Schakel (ur. 13 czerwca 1998 w Torrance) – amerykański koszykarz, występujący na pozycji silnego skrzydłowego, obecnie zawodnik Washington Wizards oraz zespołu G-League – Capital City Go-Go.
W 2021 reprezentował Sacramento Kings podczas letniej ligi NBA w Las Vegas.

## Osiągnięcia
Stan na 4 października 2023, na podstawie, o ile nie zaznaczono inaczej.
NCAA
- Uczestnik turnieju NCAA (2018, 2021)
- Mistrz:
  - turnieju konferencji Mountain West (MWC – 2018, 2021)
  - sezonu regularnego Mountain West (2020, 2021)
- Zaliczony do:
  - I składu:
    - turnieju:
      - Mountain West (2021)
      - Continental Tire Las Vegas Invitational (2019)

    - Academic All-Mountain West (2019, 2020)

  - II składu All-Mountain West (2021)
- Zawodnik tygodnia Mountain West (14.12.2020, 15.02.2021)
- Lider MWC w skuteczności rzutów za 3 punkty (46,1% – 2021)